# Lista över akantusväxternas släkten
Detta är en lista över släkten i familjen akantusväxter (Acanthaceae) alfabetiskt ordnad efter de vetenskapliga namnen.

## A
| Vetenskapligt namn                     | Auktor             | Svenskt namn   | Bild                    |
| -------------------------------------- | ------------------ | -------------- | ----------------------- |
| Acanthopale                            | C. B. Clarke       |                |                         |
| Acanthopsis                            | Harv.              |                |                         |
| Acanthostelma                          | Bidgood & Brummitt |                |                         |
| Acanthura                              | Lindau             |                |                         |
| Acanthus                               | L.                 | akantussläktet | Acanthus mollis         |
| Achyrocalyx                            | Benoist            |                |                         |
| Adhatoda (ingår ibland i Justicia)     | Mill.              |                |                         |
| Afrofittonia                           | Lindau             |                |                         |
| Ambongia                               | Benoist            |                |                         |
| Ancistranthus                          | Lindau             |                |                         |
| Ancistrostylis                         | T. Yamaz.          |                |                         |
| Andrographis                           | Wall. ex Nees      |                |                         |
| Angkalanthus                           | Balf. f.           |                |                         |
| Anisacanthus                           | Nees               |                |                         |
| Anisosepalum                           | E. Hossain         |                |                         |
| Anisostachya (ingår ibland i Justicia) | Nees               |                |                         |
| Anisotes                               | Nees               |                |                         |
| Anomacanthus                           | R. D. Good         |                |                         |
| Apassalus                              | Kobuski            |                |                         |
| Aphanosperma                           | T. F. Daniel       |                |                         |
| Aphelandra                             | R. Br.             |                | Aphelandra sinclairiana |
| Aphelandrella                          | Mildbr.            |                |                         |
| Ascotheca                              | Heine              |                |                         |
| Asystasia                              | Blume              |                | Asystasia gangetica     |
| Asystasiella                           | Lindau             |                |                         |
| Avicennia                              |                    |                | Avicennia germinans     |

## B
| Vetenskapligt namn    | Auktor            | Svenskt namn | Bild                 |
| --------------------- | ----------------- | ------------ | -------------------- |
| Ballochia             | Balf. f.          |              |                      |
| Barleria              | L.                |              | Barleria repens      |
| Barleriola            | Oerst.            |              |                      |
| Beloperone → Justicia |                   |              |                      |
| Benoicanthus          | Heine & A. Raynal |              |                      |
| Blechum               | P. Browne         |              |                      |
| Blepharis             | Juss.             |              |                      |
| Borneacanthus         | Bremek.           |              |                      |
| Boutonia              | DC.               |              |                      |
| Brachystephanus       | Nees              |              |                      |
| Bravaisia             | DC.               |              |                      |
| Brillantaisia         | P. Beauv.         |              | Brillantaisia lamium |

## C
| Vetenskapligt namn                          | Auktor                           | Svenskt namn | Bild                         |
| ------------------------------------------- | -------------------------------- | ------------ | ---------------------------- |
| Calacanthus                                 | T. Anderson ex Benth. & Hook. f. |              |                              |
| Calophanoides (ingår ibland i Justicia)     | (C. B. Clarke) Ridl.             |              |                              |
| Calycacanthus                               | K. Schum.                        |              |                              |
| Camarotea                                   | Scott-Elliot                     |              |                              |
| Carlowrightia                               | A. Gray                          |              |                              |
| Celerina                                    | Benoist                          |              |                              |
| Cephalacanthus                              | Lindau                           |              |                              |
| Chaetacanthus                               | Nees                             |              |                              |
| Chalarothyrsus                              | Lindau                           |              |                              |
| Chamaeranthemum                             | Nees                             |              |                              |
| Championella                                | Bremek.                          |              |                              |
| Chileranthemum                              | Oerst.                           |              |                              |
| Chlamydacanthus (ingår ibland i Theileamea) | Lindau                           |              |                              |
| Chlamydocardia                              | Lindau                           |              |                              |
| Chlamydostachya                             | Mildbr.                          |              |                              |
| Chroesthes                                  | Benoist                          |              |                              |
| Clinacanthus                                | Nees                             |              |                              |
| Clistax                                     | Mart.                            |              |                              |
| Codonacanthus                               | Nees                             |              |                              |
| Conocalyx                                   | Benoist                          |              |                              |
| Corymbostachys                              | Lindau                           |              |                              |
| Cosmianthemum                               | Bremek.                          |              |                              |
| Crabbea                                     | Harv.                            |              |                              |
| Crossandra                                  | Salisb.                          |              | Crossandra infundibuliformis |
| Crossandrella                               | C. B. Clarke                     |              |                              |
| Cryptophragmium → Gymnostachyum             |                                  |              |                              |
| Cyclacanthus                                | S. Moore                         |              |                              |
| Cylindrosolenium                            | Lindau                           |              |                              |
| Cyphacanthus                                | Leonard                          |              |                              |

## D
| Vetenskapligt namn                         | Auktor                           | Svenskt namn | Bild |
| ------------------------------------------ | -------------------------------- | ------------ | ---- |
| Dactylostegium (ingår ibland i Dicliptera) | Nees                             |              |      |
| Danguya                                    | Benoist                          |              |      |
| Dasytropis                                 | Urb.                             |              |      |
| Dichazothece                               | Lindau                           |              |      |
| Dicladanthera                              | F. Muell.                        |              |      |
| Dicliptera                                 | Juss.                            |              |      |
| Didyplosandra                              | Wight ex Bremek.                 |              |      |
| Dipteracanthus (ingår ibland i Ruellia)    | Nees                             |              |      |
| Dischistocalyx                             | T. Anderson ex Benth. & Hook. f. |              |      |
| Dolichostachys                             | Benoist                          |              |      |
| Drejera                                    | Nees                             |              |      |
| Drejerella (ingår ibland i Justicia)       | Lindau                           |              |      |
| Duosperma                                  | Dayton                           |              |      |
| Dyschoriste                                | Nees                             |              |      |

## E
| Vetenskapligt namn | Auktor  | Svenskt namn | Bild |
| ------------------ | ------- | ------------ | ---- |
| Ecbolium           | Kurz    |              |      |
| Echinacanthus      | Nees    |              |      |
| Elytraria          | Michx.  |              |      |
| Encephalosphaera   | Lindau  |              |      |
| Epiclastopelma     | Lindau  |              |      |
| Eranthemum         | L.      |              |      |
| Eremomastax        | Lindau  |              |      |
| Eusiphon           | Benoist |              |      |

## F
| Vetenskapligt namn                     | Auktor | Svenskt namn | Bild               |
| -------------------------------------- | ------ | ------------ | ------------------ |
| Filetia                                | Miq.   |              |                    |
| Fittonia                               | Coem.  |              | Fittonia albivenis |
| Forcipella                             | Baill. |              |                    |
| Forsythiopsis (ingår ibland i Oplonia) | Baker  |              |                    |

## G
| Vetenskapligt namn | Auktor            | Svenskt namn | Bild                     |
| ------------------ | ----------------- | ------------ | ------------------------ |
| Geissomeria        | Lindl.            |              |                          |
| Glossochilus       | Nees              |              |                          |
| Golaea             | Chiov.            |              |                          |
| Graphandra         | J. B. Imlay       |              |                          |
| Graptophyllum      | Nees              |              |                          |
| Gymnophragma       | Lindau            |              |                          |
| Gymnostachyum      | Nees              |              | Gymnostachyum ceylanicum |
| Gynocraterium      | Bremek.           |              |                          |
| Gypsacanthus       | E. J. Lott et al. |              |                          |

## H
| Vetenskapligt namn                         | Auktor         | Svenskt namn | Bild                  |
| ------------------------------------------ | -------------- | ------------ | --------------------- |
| Haplanthodes                               | Kuntze         |              |                       |
| Harpochilus                                | Nees           |              |                       |
| Hemiadelphis                               | Nees           |              |                       |
| Hemigraphis (ingår ibland i Strobilanthes) | Nees           |              | Hemigraphis alternata |
| Henrya                                     | Nees           |              |                       |
| Herpetacanthus                             | Nees           |              |                       |
| Heteradelphia                              | Lindau         |              |                       |
| Holographis                                | Nees           |              |                       |
| Hoverdenia                                 | Nees           |              |                       |
| Hulemacanthus                              | S. Moore       |              |                       |
| Hygrophila                                 | R. Br.         |              | Hygrophila polysperma |
| Hypoestes                                  | Sol. ex R. Br. |              |                       |

## I
| Vetenskapligt namn | Auktor  | Svenskt namn | Bild |
| ------------------ | ------- | ------------ | ---- |
| Ionacanthus        | Benoist |              |      |
| Isoglossa          | Oerst.  |              |      |
| Isotheca           | Turrill |              |      |

## J
| Vetenskapligt namn   | Auktor | Svenskt namn | Bild           |
| -------------------- | ------ | ------------ | -------------- |
| Jacobinia → Justicia |        |              |                |
| Jadunia              | Lindau |              |                |
| Juruasia             | Lindau |              |                |
| Justicia             | L.     |              | Justicia aurea |

## K
| Vetenskapligt namn | Auktor | Svenskt namn | Bild |
| ------------------ | ------ | ------------ | ---- |
| Kalbreyeriella     | Lindau |              |      |
| Kosmosiphon        | Lindau |              |      |
| Kudoacanthus       | Hosok. |              |      |

## L
| Vetenskapligt namn                      | Auktor                  | Svenskt namn | Bild |
| --------------------------------------- | ----------------------- | ------------ | ---- |
| Lankesteria                             | Lindl.                  |              |      |
| Lasiocladus                             | Bojer ex Nees           |              |      |
| Leandriella                             | Benoist                 |              |      |
| Lepidagathis                            | Willd.                  |              |      |
| Leptostachya                            | Nees                    |              |      |
| Liberatia (ingår ibland i Lophostachys) | Rizzini                 |              |      |
| Linariantha                             | B. L. Burtt & R. M. Sm. |              |      |
| Lophostachys                            | Pohl                    |              |      |
| Louteridium                             | S. Watson               |              |      |
| Lychniothyrsus                          | Lindau                  |              |      |

## M
| Vetenskapligt namn                 | Auktor       | Svenskt namn | Bild                        |
| ---------------------------------- | ------------ | ------------ | --------------------------- |
| Mackaya                            | Harv.        |              |                             |
| Marcania                           | J. B. Imlay  |              |                             |
| Megalochlamys                      | Lindau       |              |                             |
| Megalostoma                        | Leonard      |              |                             |
| Megaskepasma                       | Lindau       |              | Megaskepasma erythrochlamys |
| Melittacanthus                     | S. Moore     |              |                             |
| Mellera                            | S. Moore     |              |                             |
| Mendoncia                          | Vand.        |              |                             |
| Metarungia                         | Baden        |              |                             |
| Mexacanthus                        | T. F. Daniel |              |                             |
| Meyenia → Thunbergia               |              |              |                             |
| Mimulopsis                         | Schweinf.    |              |                             |
| Mirandea                           | Rzed.        |              |                             |
| Monechma (ingår ibland i Justicia) | Hochst.      |              |                             |
| Monothecium                        | Hochst.      |              |                             |
| Morsacanthus                       | Rizzini      |              |                             |

## N
| Vetenskapligt namn | Auktor | Svenskt namn | Bild |
| ------------------ | ------ | ------------ | ---- |
| Nelsonia           | R. Br. |              |      |
| Neohallia          | Hemsl. |              |      |
| Neriacanthus       | Benth. |              |      |
| Neuracanthus       | Nees   |              |      |

## O
| Vetenskapligt namn | Auktor | Svenskt namn | Bild                |
| ------------------ | ------ | ------------ | ------------------- |
| Odontonema         | Nees   |              | Odontonema strictum |
| Ophiorrhiziphyllon | Kurz   |              |                     |
| Oplonia            | Raf.   |              |                     |
| Oreacanthus        | Benth. |              |                     |
| Orophochilus       | Lindau |              |                     |

## P
| Vetenskapligt namn                | Auktor            | Svenskt namn | Bild                 |
| --------------------------------- | ----------------- | ------------ | -------------------- |
| Pachystachys                      | Nees              |              | Pachystachys lutea   |
| Pelecostemon                      | Leonard           |              |                      |
| Pentstemonacanthus                | Nees              |              |                      |
| Perenideboles                     | Ram. Goyena       |              |                      |
| Pericalypta                       | Benoist           |              |                      |
| Periestes                         | Baill.            |              |                      |
| Perilepta → Strobilanthes         |                   |              |                      |
| Peristrophe                       | Nees              |              | Peristrophe speciosa |
| Petalidium                        | Nees              |              |                      |
| Phaulopsis                        | Willd.            |              |                      |
| Phialacanthus                     | Benth.            |              |                      |
| Phidiasia                         | Urb.              |              |                      |
| Phlogacanthus                     | Nees              |              |                      |
| Physacanthus                      | Benth.            |              |                      |
| Podorungia                        | Baill.            |              |                      |
| Poikilacanthus                    | Lindau            |              |                      |
| Polylychnis                       | Bremek.           |              |                      |
| Populina                          | Baill.            |              |                      |
| Pranceacanthus                    | Wassh.            |              |                      |
| Pseuderanthemum                   | Radlk.            |              |                      |
| Pseudocalyx                       | Radlk.            |              |                      |
| Pseudodicliptera                  | Benoist           |              |                      |
| Pseudoruellia                     | Benoist           |              |                      |
| Psilanthele                       | Lindau            |              |                      |
| Ptyssiglottis                     | T. Anderson       |              |                      |
| Pulchranthus                      | V. M. Baum et al. |              |                      |
| Pupilla (ingår ibland i Justicia) | Rizzini           |              |                      |

## R
| Vetenskapligt namn                      | Auktor       | Svenskt namn | Bild            |
| --------------------------------------- | ------------ | ------------ | --------------- |
| Razisea                                 | Oerst.       |              |                 |
| Rhinacanthus                            | Nees         |              |                 |
| Rhombochlamys                           | Lindau       |              |                 |
| Ritonia                                 | Benoist      |              |                 |
| Rostellularia (ingår ibland i Justicia) | Rchb.        |              |                 |
| Ruellia                                 | L.           |              | Ruellia elegans |
| Ruelliopsis                             | C. B. Clarke |              |                 |
| Rungia                                  | Nees         |              |                 |
| Ruspolia                                | Lindau       |              |                 |
| Ruttya                                  | Harv.        |              |                 |

## S
| Vetenskapligt namn                          | Auktor                | Svenskt namn | Bild               |
| ------------------------------------------- | --------------------- | ------------ | ------------------ |
| Saintpauliopsis (ingår ibland i Staurogyne) | Staner                |              |                    |
| Salpinctium                                 | T. J. Edwards         |              |                    |
| Salpixantha                                 | Hook.                 |              |                    |
| Samuelssonia                                | Urb. & Ekman          |              |                    |
| Sanchezia                                   | Ruiz & Pav.           |              | Sanchezia speciosa |
| Santapaua (ingår ibland i Hygrophila)       | N. P. Balakr. & Subr. |              |                    |
| Sapphoa                                     | Urb.                  |              |                    |
| Satanocrater                                | Schweinf.             |              |                    |
| Sautiera                                    | Decne.                |              |                    |
| Schaueria                                   | Nees                  |              |                    |
| Schwabea                                    | Endl. & Fenzl         |              |                    |
| Sclerochiton                                | Harv.                 |              |                    |
| Sebastiano-schaueria                        | Nees                  |              |                    |
| Sericospora                                 | Nees                  |              |                    |
| Siphonoglossa                               | Oerst.                |              |                    |
| Spathacanthus                               | Baill.                |              |                    |
| Sphacanthus                                 | Benoist               |              |                    |
| Sphinctacanthus                             | Benth.                |              |                    |
| Spirostigma                                 | Nees                  |              |                    |
| Standleyacanthus                            | Leonard               |              |                    |
| Staurogyne                                  | Wall.                 |              |                    |
| Steirosanchezia                             | Lindau                |              |                    |
| Stenandriopsis                              | S. Moore              |              |                    |
| Stenandrium                                 | Nees                  |              |                    |
| Stenostephanus                              | Nees                  |              |                    |
| Streblacanthus                              | Kuntze                |              |                    |
| Streptosiphon                               | Mildbr.               |              |                    |
| Strobilanthes                               | Blume                 |              | Strobilanthes sp.  |
| Strobilanthopsis                            | S. Moore              |              |                    |
| Styasasia                                   | S. Moore              |              |                    |
| Suessenguthia                               | Merxm.                |              |                    |
| Synchoriste                                 | Baill.                |              |                    |

## T
| Vetenskapligt namn | Auktor      | Svenskt namn      | Bild                |
| ------------------ | ----------- | ----------------- | ------------------- |
| Taeniandra         | Bremek.     |                   |                     |
| Tarphochlamys      | Bremek.     |                   |                     |
| Teliostachya       | Nees        |                   |                     |
| Tessmanniacanthus  | Mildbr.     |                   |                     |
| Tetramerium        | Nees        |                   |                     |
| Theileamea         | Baill.      |                   |                     |
| Thomandersia       | Baill.      |                   |                     |
| Thunbergia         | Retz.       | thunbergiasläktet | Thunbergia fragrans |
| Thysanostigma      | J. B. Imlay |                   |                     |
| Tremacanthus       | S. Moore    |                   |                     |
| Triaenanthus       | Nees        |                   |                     |
| Trichanthera       | Kunth       |                   |                     |
| Trichaulax         | Vollesen    |                   |                     |
| Trichocalyx        | Balf. f.    |                   |                     |
| Trichosanchezia    | Mildbr.     |                   |                     |

## U
| Vetenskapligt namn               | Auktor  | Svenskt namn | Bild |
| -------------------------------- | ------- | ------------ | ---- |
| Ulleria (ingår ibland i Ruellia) | Bremek. |              |      |

## V
| Vetenskapligt namn | Auktor  | Svenskt namn | Bild |
| ------------------ | ------- | ------------ | ---- |
| Vavara             | Benoist |              |      |
| Vindasia           | Benoist |              |      |

## W
| Vetenskapligt namn | Auktor | Svenskt namn | Bild |
| ------------------ | ------ | ------------ | ---- |
| Warpuria           | Stapf  |              |      |
| Whitfieldia        | Hook.  |              |      |

## X
| Vetenskapligt namn | Auktor      | Svenskt namn | Bild |
| ------------------ | ----------- | ------------ | ---- |
| Xantheranthemum    | Lindau      |              |      |
| Xerothamnella      | C. T. White |              |      |

## Y
| Vetenskapligt namn | Auktor | Svenskt namn | Bild |
| ------------------ | ------ | ------------ | ---- |
| Yeatesia           | Small  |              |      |

## Z
| Vetenskapligt namn | Auktor | Svenskt namn | Bild |
| ------------------ | ------ | ------------ | ---- |
| Zygoruellia        | Baill. |              |      |

## Auktorkälla
- Engelska Wikipedia